# Pretty Summer Playlist: Season 1
Pretty Summer Playlist: Season 1 é o terceiro extended play (EP) da rapper americana Saweetie. Foi lançado digitalmente em 16 de abril de 2021 através de seu próprio selo, Icy e pela Warner Records. O projeto contém participações especiais de Bbyafricka, Kendra Jae, Lourdiz, Loui e Drakeo the Ruler. O EP foi procedido pelos singles promocionais "Risky" com Drakeo the Ruler e "Talkin' Bout" de Loui com Saweetie. O EP precede o lançamento do próximo álbum de estúdio de estreia de Saweetie, Pretty Bitch Music.

## Fundo
Em 5 de abril de 2021, Saweetie anunciou em sua conta oficial no Instagram o lançamento de Pretty Summer Playlist: Season 1. O chamando de uma “nova tradição”, Saweetie disse na legenda do anúncio do projeto que “todo verão eu estou compartilhando minha plataforma e lançando uma lista de reprodução com artistas que estão na próxima. Esta é a primeira temporada”.
No EP de 7 faixas, a rapper destaca estrelas em ascensão, incluindo a vocalista nativa de Sacramento, Kendra Jae, na faixa "Seesaw", e a cantora e compositora de San Antonio, Lourdiz, que adiciona seus vocais a "Back Seat". Nomes conhecidos como Drakeo the Ruler em "Risky", faixa essa que serve como abertura do EP. "Baby Mama Coochie" de Bbyafricka e o sucesso do TikTok "Talkin’ Bout" de Loui.

## Composição e conceito
Em "See Saw", Saweetie canta sobre seu ex-namorado Quavo e sua suposta infidelidade. A música animada se dirige a uma mulher desprezada que está dizendo adeus a um relacionamento romântico tóxico. Saweetie reflete sobre ser enganada em acreditar que Quavo era sua “âncora” que “diria que você vai fazer melhor, mas é sempre o oposto” durante seus dois anos juntos. Ela também acusa Quavo de mandar ameaças e termina seu verso com: "Não é a mulher que você pensava / Você estava pegando carona, narcisista do caralho, você só está bravo por ter sido pego", reiterando seu tweet de 19 de março sobre ele alegada infidelidade.

## Lista de faixas
| N.º            | Título                                                        | Compositor(es)                   | Produtor(es)                | Duração |  |
| 1.             | "Risky" (com Drakeo the Ruler)                                | Diamonté Harper Darrell Caldwell | Dirty Sosa                  | 2:39    |  |
| 2.             | "Baby Mama Coochie" (BbyAfricka com participação de Saweetie) | Harper BbyAfricka                | DotMidorii IVSIRS Sosa      | 3:26    |  |
| 3.             | "See Saw" (Kendra Jae com participação de Saweetie)           | Harper Kendra Jae Trev Rich      | Dinuzzo Th3ory              | 3:45    |  |
| 4.             | "Pretty & Rich"                                               | Harper                           | T-Nyce                      | 1:47    |  |
| 5.             | "Back Seat" (com Lourdiz)                                     | Harper Lourdiz                   | B Ham Mike Crook Ryan OG    | 3:04    |  |
| 6.             | "Talkin' Bout" (Loui com participação de Saweetie)            | Harper Loui                      | BigBroLGND                  | 2:06    |  |
| 7.             | "Sweat Check"                                                 |                                  | Bizness Boi Derelle Rideout | 2:45    |  |
| Duração total: | Duração total:                                                | Duração total:                   | Duração total:              | 18:49   |  |

Notas
- "Talkin' Bout" contém samples de "Booty Me Down" e "Teach Me How to Dougie", originalmente interpretadas por Kstylis e Cali Swag District.

## Créditos
Lista-se abaixo todos os profissionais envolvidos na elaboração de Pretty Summer Playlist: Season 1, créditos adaptados do Genius.
| - Saweetie – artista principal, vocais, compositora (todas as faixas) - Drakeo the Ruler – vocal em destaque, compositor, artista em destaque (faixa 1) - BbyAfricka – vocal em destaque, compositora, artista em destaque (faixa 2) - Kendra Jae – vocal em destaque, compositora, artista em destaque (faixa 3) - Lourdiz – vocal em destaque, compositora, artista em destaque (faixa 5) - Loui – vocal em destaque, compositor, artista em destaque (faixa 6) - Jaycen Joshua – engenheiro de mixagem (todas as faixas) - Colin Leonard – engenheiro de masterização (todas as faixas) - Mike Seaberg – engenheiro assistente (todas as faixas) - Jacob Richards – engenheiro assistente (todas as faixas) - DJ Riggins – engenheiro assistente (todas as faixas) | - Dirty Sosa – produtor; programação (faixas 1 e 2) - Trev Rich – compositor (faixa 3) - Dinuzzo – produtor; programação (faixa 3) - Th3ory – produtor; programação (faixa 3) - T-Nyce – produtor; programação (faixa 4) - B Ham – produtor; programação (faixa 5) - Mike Crook – produtor; programação (faixa 5) - Ryan OG – produtor; programação (faixa 5) - BigBroLGND – produtor; programação (faixa 6) - Bizness Boi – produtor; programação (faixa 7) - Derelle Rideout – produtor (faixa 6) |

## Histórico de lançamento
| Região | Data                | Formato(s)                 | Versão | Gravadora(s) | Ref.         |
| ------ | ------------------- | -------------------------- | ------ | ------------ | ------------ |
| Várias | 16 de abril de 2021 | Download digital streaming | EP     | Icy Warner   | [ 1 ] [ 11 ] |